# Elena Pop-Hossu Longin
Elena Pop-Hossu Longin (n. 26 noiembrie 1862, Băsești, Maramureș, România – d. 15 mai 1940) a fost o scriitoare, jurnalistă și activistă pentru drepturile femeilor din Austro-Ungaria și Regatul României. A fost cofondator al Reuniunii Femeilor Române din Sălaj, în 1880, cofondator al Reuniunii Femeilor Române Hunedorene în 1886 și al președintelui din 1895-1918. 

## Biografie
S-a născut în Băsești, localitate aflată pe atunci în comitatul Sălaj, în familia Mariei Loșonți și a politicianului Gheorghe Pop de Băsești.
În 1882 s-a căsătorit cu avocatul Francisc Hossu-Longin.
În 1879 Elenei i-a fost decernată Decorarea Crucii reginei Elisabeta ca o recunoaștere pentru strângerea de fonduri pe care le-a efectuat pentru soldații răniți în războiul de independență al României.
Elena Pop-Hossu Longin a fost o figură de frunte a mișcării feministe din România și s-a angajat în lupta pentru egalitatea de drepturi între bărbați și femei, în special în ceea ce privește educația.